# Župnija Fram
Župnija Fram je rimskokatoliška teritorialna župnija dekanije Dravsko polje mariborskega naddekanata, ki je del nadškofije Maribor.

## Sakralni objekti
- župnijska cerkev sv. Ane,
- podružnična cerkev sv. Križa, Planica,
- podružnična cerkev sv. Mihaela, Fram,
- podružnična cerkev sv. Neže, Fram.